# Гентерн
Гентерн (нім. Hentern) — громада в Німеччині, розташована в землі Рейнланд-Пфальц. Входить до складу району Трір-Саарбург. Складова частина об'єднання громад Кель-ам-Зе.
Площа — 6,15 км2. Населення становить 383 ос. (станом на 31 грудня 2020).